# Demet Şener
Demet Şener (* 11. April 1977 in Istanbul) ist ein türkisches Model, eine Schauspielerin und Gewinnerin eines Schönheitswettbewerbs.

## Leben und Karriere
Şener wurde am 11. April 1977 in Istanbul geboren. Sie besuchte das Mädchengymnasium Nişantaşı Kız Lisesi. 1995 gewann sie den Titel Miss Turkey 1995. Ihr Debüt gab sie 1997 in der Fernsehserie Bir Demet Tiyatro. Ihre erste Hauptrolle bekam Şener 1999 in dem Film Kahpe Bizans. Anschließend war sie 2000 in dem Film Hemşo zu sehen. Im selben Jahr spielte sie 2000 in der Serie Gölge die Hauptrolle. Unter anderem trat sie 2002 in Reyting Hamdi auf. Von 2005 bis 2018 war sie mit dem türkischen Basketballspieler İbrahim Kutluay verheiratet. Zwischen 2019 und 2021 war Şener mit Cenk Küpeli verheiratet.

## Filmografie
Filme
- 1999: Asansör
- 1999: Kahpe Bizans
- 2000: Hemşo

Serien
- 1997: Bir Demet Tiyatro
- 1997: Böyle mi Olacaktı
- 2000: Gölge
- 2002: Reyting Hamdi